# Maximilian von Branca

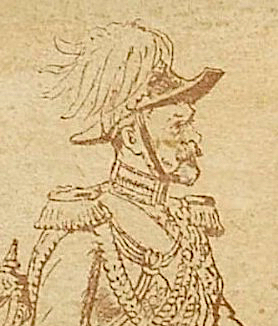
Maximilian von Branca als Generalmajor (Bildausschnitt s. unten)

Maximilian Wilhelm Johann Nepomuk Freiherr von Branca (* 19. November 1839 in Aibling; † 29. Dezember 1906 in München) war ein bayerischer General der Infanterie und Generaladjutant des Prinzregenten Luitpold von Bayern.

## Leben

### Herkunft
Er war der älteste Sohn des gleichnamigen bayerischen Landgerichtsassessors Maximilian von Branca (1807–1846) und dessen Ehefrau Sophie, geborene Ott (1810–1864). Sein jüngerer Bruder Carl (1842–1880) wurde bayerischer Eisenbahnoffizial.

### Militärkarriere
Nach dem Besuch des Kadettenkorps in München wurde Branca am 16. August 1858 als Junker dem Infanterie-Leib-Regiment der Bayerischen Armee überwiesen. Mitte Mai 1859 avancierte er zum Unterleutnant und war ab Mitte Mai des Folgejahres als Aufsichtsoffizier unter Verwendung als Fecht- und Turnlehrer zur Kriegsschule in München kommandiert. Ende Mai 1866 zum Oberleutnant befördert, nahm er während des folgenden Krieges gegen Preußen mit seinem Stammregiment an den Gefechten bei Kissingen, Uettingen und Roßbrunn teil. Für sein Wirken wurde Branca durch Armeebefehl am 20. August 1866 belobigt.

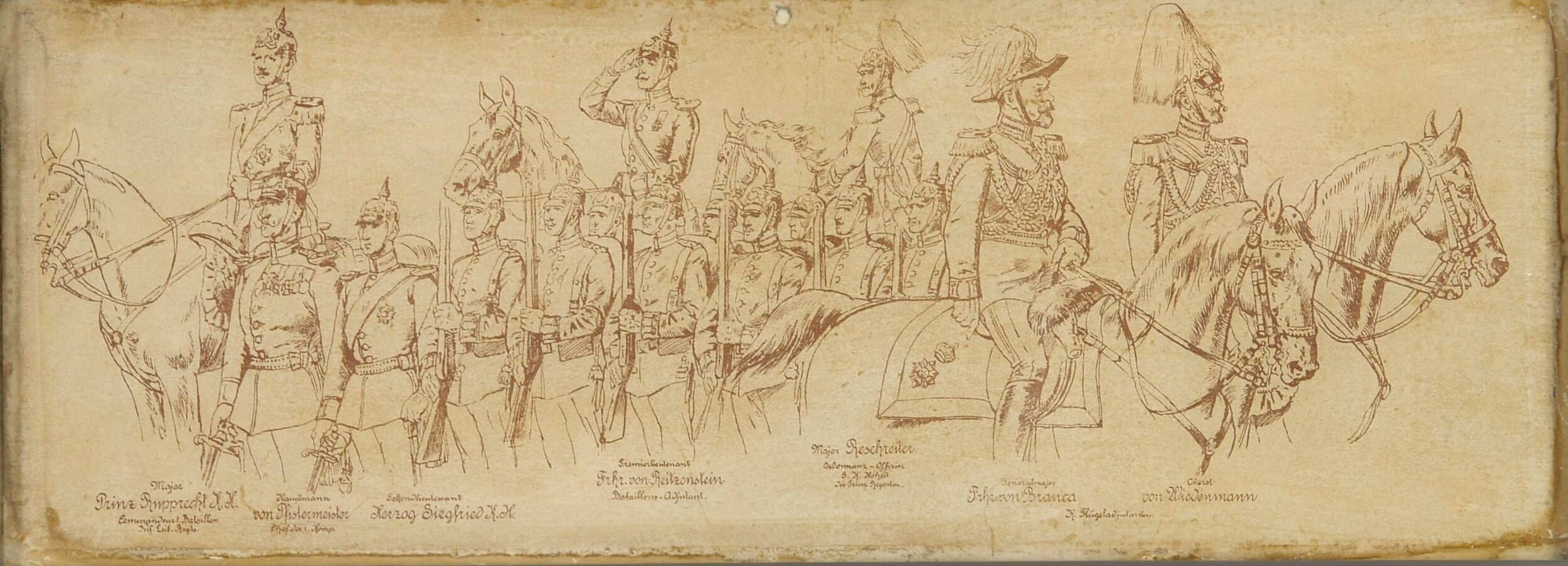
Paradebild von Louis Braun: Prinz Rupprecht (links) zur Frühjahrsparade auf dem Oberwiesenfeld mit Offizieren und Maximilian von Branca als Generalmajor und Flügeladjutant (zweiter von rechts)

Nach dem Krieg kehrte er zu seinem Kommando an der Kriegsschule zurück und stieg während des Krieges gegen Frankreich am 22. August 1870 zum Hauptmann und Chef der 4. Kompanie auf. In der Schlacht bei Beaugency führte er eine größere Ersatzabteilung und nahm dann an der Belagerung von Paris teil.
Aufgrund seiner langjährigen Erfahrung auf dem Gebiet der körperlichen Ausbildung wurde Branca nach dem Friedensschluss als Mitglied einer Kommission berufen, die zur Ausarbeitung neuer Exerziervorschriften in München zusammentrat. Mit der Einführung des neuen Reglements 1872 wirkte er mit besonderem Erfolg als Anweiser bei den in München und Würzburg aufgestellten Instruktionsbataillonen.
Ab Dezember 1878 war Branca beim Stab des Infanterie-Leib-Regiments tätig, rückte Ende April 1880 zum überzähligen Major auf, wurde Anfang November desselben Jahres etatmäßiger Stabsoffizier und am 8. Juli 1882 schließlich zum Kommandeur des II. Bataillons ernannt. 1885 nahm er in Begleitung des Prinzen Arnulf von Bayern zunächst an den Manövern des preußischen III. und des XIV. Armee-Korps sowie des württembergischen XIII. Armee-Korps teil. Am 28. Juni 1886 erfolgte seine Ernennung zum Flügeladjutanten des Prinzregenten Luitpold von Bayern. In dieser Eigenschaft stieg er bis Mitte September 1892 zum Generalmajor auf, wurde 1894 Kammerherr und am 25. Dezember 1897 unter Belassung in seiner Stellung zum Generalleutnant befördert. Nachdem Branca am 6. Dezember 1900 zum Generaladjutanten des Prinzregenten ernannt worden war, würdigte ihn dieser aus Anlass seines 80. Geburtstages am 8. März 1901 mit dem Großkreuz des Verdienstordens vom Heiligen Michael. Am 19. März 1904 avancierte er zum General der Infanterie und anlässlich seines 50-jährigen Dienstjubiläums erhielt er am 13. August 1905 das Ehrenkreuz des Ludwigordens.
Maximilian von Branca starb 1906 im Alter von 67 Jahren in München.

## Grabstätte

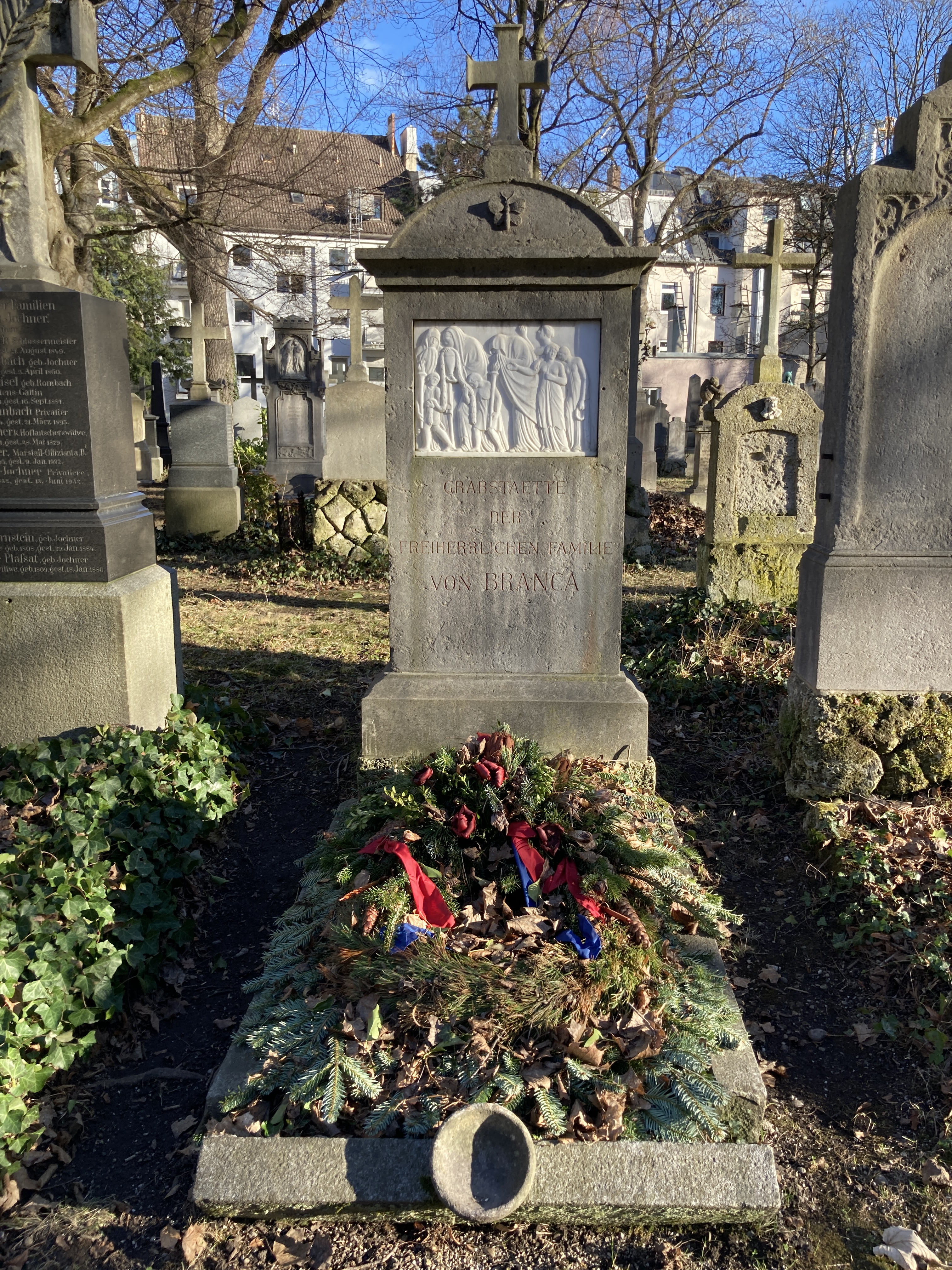
Grab von Maximilian Branca auf dem Alten Südlichen Friedhof in München

Die Grabstätte von Maximilian Branca befindet sich auf dem Alten Südlichen Friedhof in München (Gräberfeld 2 - Reihe 7 - Platz 6) Standort.

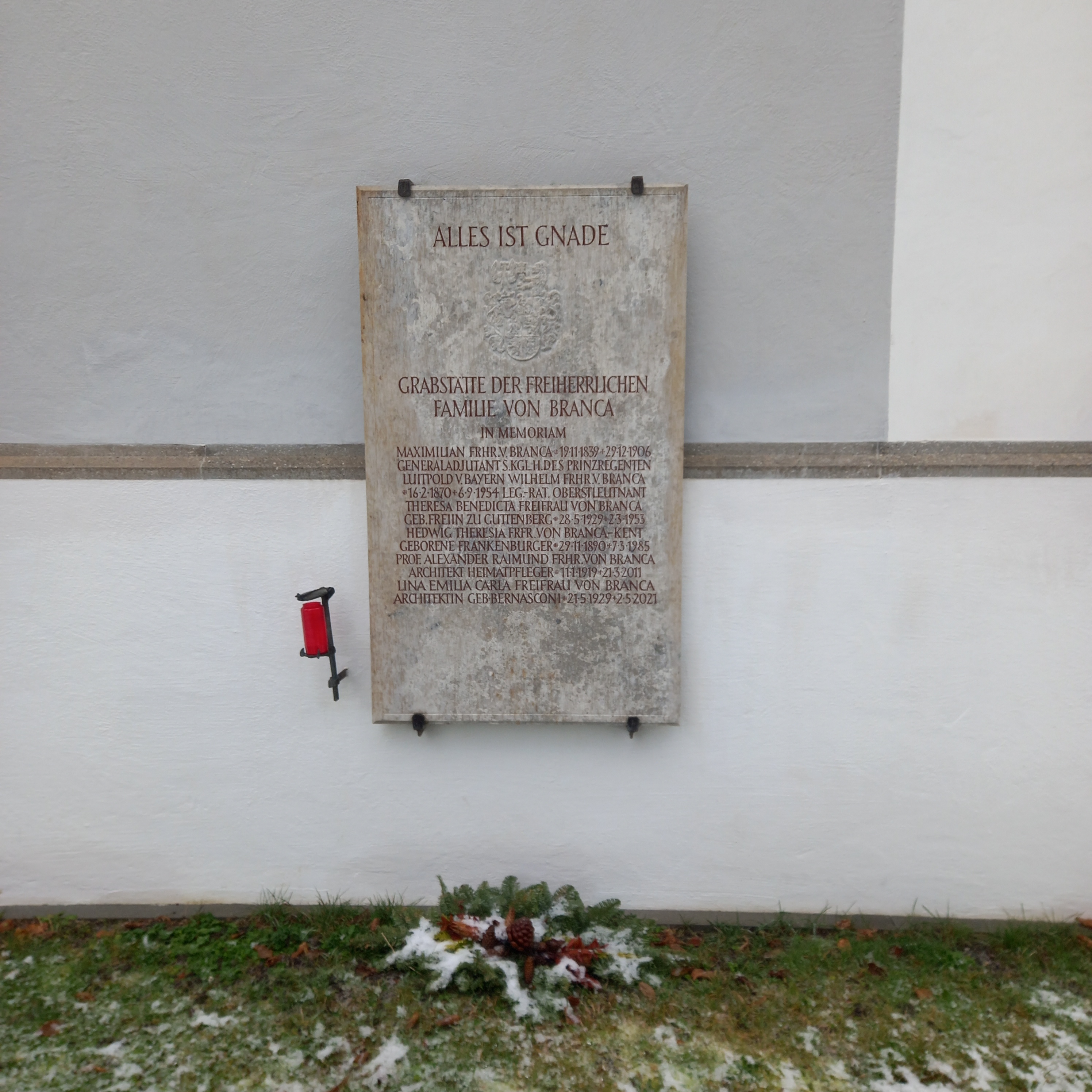
Familien-Grabstätte an der Kirche St. Lorenz in München-Oberföhring

Maximilian Branca wurde bei seinem Tode laut Grabbuch 1906 im Alten Südlichen Friedhof beigesetzt. Später fanden Nachfahren ihr Grab an der Kirche St. Lorenz in München-Oberföhring. Maximilian von Branca ist dort ebenfalls auf dem Grabstein verzeichnet.

### Familie
Branca hatte sich am 25. April 1867 in München mit Wilhelmine Hummel (* 1846) verheiratet. Aus der Ehe gingen die Söhne Maximilian (* 1868) und Wilhelm (1870–1954) sowie die Tochter Henriette (* 1876) hervor.